# 弦楽三重奏曲第1番 (ベートーヴェン)
弦楽三重奏曲第1番（げんがくさんじゅうそうきょくだいいちばん）変ホ長調 作品3 は、ルートヴィヒ・ヴァン・ベートーヴェンが作曲した弦楽三重奏曲。

## 背景
ベートーヴェンはまだボンで暮らしていた頃に本作のスケッチに取り掛かったものと思われる。作曲時期についてイギリスのアマチュア音楽家であるウィリアム・ガーディナーの証言が注目される。ガーディナーはベートーヴェン作品をイギリスへ初めて持ち込んだと主張しており、それが1794年に彼自身がヴィオラパートを演奏した本作であったという。ガーディナー自身が記載する年号に不明確な部分もあるが、作品がイギリスへ渡ったきっかけが1794年のボンへのフランス軍の侵攻に伴う国外退避であったとされることから、作曲時期はベートーヴェンがボンを後にする1792年前後であろうと考えられるのである。一方、スティーヴン・ドウはベートーヴェンがウィーンへ移り住み、ハイドンやアルブレヒツベルガーといった著名教師に入門した後の1795年完成と述べる。
1797年にウィーンのアルタリアから出版され、彼のパトロンであったヨハン・ゲオルク・フォン・ブロウネ＝カミュ伯爵夫人へ献呈された。
曲は2つのメヌエットを有する全6楽章制でディヴェルティメントの形式を取っており、モーツァルトのディヴェルティメント K.563がモデルとなっているとされる。K.563は1788年の作曲で1792年にアルタリアから出版されており、本作とは調性や楽章の数が一致している。しかし、影響を受けたというにはその度合いが顕著でないとみる向きもある。

## 楽曲構成

### 第1楽章
Allegro con brio 4/4拍子 変ホ長調
ソナタ形式。シンコペーションのリズムで和音を繰り返す、管弦楽的な効果をもたらす第1主題により幕を開ける（譜例1）。これに下降する音型による歌謡的な第2楽節が付属する。
譜例1
三連符を用いた推移を経て第2主題が奏される（譜例2）。ここではヴィオラは沈黙し、チェロが伴奏を担う。
譜例2
提示部の反復を終えると、提示部最後の音型を引き継いで展開が開始されて譜例2、譜例1が扱われる。展開部の規模は拡大されており、中途にヘ短調での「偽の」再現で譜例1が奏されるが、まだ展開部として半分ほどしか進んでいない。展開部後半では三連符の動きが活用され、次第に静まって再現に備える。再現部では両主題を再現し、譜例1の素材を用いたコーダを経て堂々と閉じられる。

### 第2楽章
Andante 3/8拍子 変ロ長調
ソナタ形式。譜例3の主題によって開始する。ここでは休符も音符とほぼ同等に重要な役割を果たす。
譜例3
第2主題はトリルに彩られている（譜例4）。
譜例4
譜例3を用いたコデッタが置かれ、提示部の反復となる。展開部の規模はソナタというよりソナチネのサイズであり、専ら譜例3を扱うことになる。再現部は提示部から形を変えており、ヴァイオリンに続いて主題を奏するヴィオラに対してはヴァイオリンの装飾的音型が絡みつく。提示部と同じ結尾句を経て、ピッツィカートの音で終了する。

### 第3楽章
Menuetto: Allegretto 3/4拍子 変ホ長調
譜例5により1つ目のメヌエットが開始される。メヌエット部は前半と後半をそれぞれ反復する形をとる。
譜例5
トリオはより流麗な旋律によって進められ（譜例6）、これをヴィオラの分散和音とチェロのピッツィカートが下支えする。
譜例6
トリオも前後半を繰り返し、メヌエット・ダ・カーポとなる。

### 第4楽章
Adagio 2/4拍子 変イ長調
温かく、表情豊かな楽章となっている。1小節先行する伴奏に合わせ、ヴァイオリンが譜例7の主題を奏する。楽器間で役割を交代しながら進行していく。
譜例7
次なる主題はヴァイオリンとチェロの二重奏で歌われる（譜例8）。
譜例8
譜例7の再現はヴィオラとチェロから開始される。譜例8も再現を受け、落ち着いた結尾によって楽章の終わりがもたらされる。

### 第5楽章
Menuetto: Moderato 3/4拍子 変ホ長調
2つ目のメヌエットにはモデラートが指定されている。譜例9の開始部分はキビキビと進められる。
譜例9
ハ短調の中間部ミノーレではヴィオラとチェロは伴奏に徹し、ヴァイオリンが高音域で主題を奏でる。
譜例10
ミノーレは前半のみを繰り返し、後半の1度目でメヌエット・ダ・カーポとなる。

### 第6楽章
Finale: Allegro 2/4拍子 変ホ長調
ロンド形式。対位法的なウィットに富んだ楽章となっている。冒頭から主要主題が提示されていく（譜例11）。
譜例11
1つ目のエピソードはヴァイオリンから出され、ヴィオラに引き継がれるとヴァイオリンは軽妙な合いの手を入れる（譜例12）。
譜例12
譜例11の再現を挟んだ後の2つ目のエピソードは、速度の速いハ短調の三連符で構成される（譜例13）。ヴァイオリンに続いてフガート風に他の楽器も加わり、対位法を駆使した展開が繰り広げられる。
譜例13
譜例11の再現、譜例12の再現を終えると同音連打による新しい要素を盛り込み、終了間際にアダージョとなった後、元のテンポに復帰して華やかに全曲を締めくくる。

## 編曲

### ピアノ三重奏曲（Hess47）
1800年以前のある時、ベートーヴェンは本作の第1楽章をピアノ、ヴァイオリンとチェロのための三重奏に編曲した。彼は全曲を同じ編成に書き換えるつもりだったのではないかと想像されるが、現存する草稿は第2楽章の途中で打ち止めとなっており、作業の途中で興味を失ったようである。

### チェロソナタ 作品64
本作にはチェロとピアノのための編曲も存在し、1807年にアルタリアから出版されている。この編曲を行ったのはベートーヴェン自身ではないと考えられている。アルタリアの楽譜表紙にはベートーヴェンが関与したことが明示的にではなく、仄めかす形で書かれているに過ぎないという点をキース・アンダーソンが指摘している。